# Брукс, Питер Чардон
Питер Чардон Брукс (англ. Peter Chardon Brooks; 6 января 1767, Норт-Ярмут — 1 января 1849, Бостон) — американский торговец и страховщик из Массачусетса.

## Биография
Питер Чардон Брукс родился в Норт-Ярмуте 6 января 1767 года в семье конгрегационального священника Эдварда Брукса (1733—1781) и Эбигейл Браун (1732—1800). В 1769 году семья переехала в Медфорд, родной город его отца, где Брукс провёл детство, работая на семейной ферме. После смерти своего отца, в 1781 году поступил учеником в торговую мастерскую в Бостоне, каждый день проходя пешком до города расстояние в семь миль.
В 1789 году занялся морским страхованием, часто для судов, участвовавших в трансатлантической работорговли, и накопил большое состояние. Собственноручно вёл очень точные счета, что было редкостью в те дни, и взял за правило никогда не занимать денег, никогда не заниматься спекуляциями любого рода и никогда не брать больше установленной законом ставки процента. Отошёл от дел в 1803 году и до 1806 года посвящал себя урегулированию всех рисков, в которых был заинтересован.
Позже принял пост президента Страховой компании Новой Англии, первой зарегистрированной компании подобного рода в штате, и занимал этот пост в течение нескольких лет. Выйдя на пенсию в Медфорде, занимался выращиванием деревьев, посадив многие тысячи из них вокруг своей фермы. В разное время являлся членом обеих ветвей законодательной власти, первого городского совета Бостона и Конституционного собрания Массачусетса в 1820—1821 годах.
Находясь в законодательных органах, принимал видное участие в пресечении лотерей, которые в то время процветали в штате. Брукс щедро жертвовал на многие благотворительные цели, и, кроме того, его частные пожертвования в течение многих лет превышали его личные расходы.
Питер Брукс умер 1 января 1849 года в Бостоне, завещав своим детям то, что считалось самым большим состоянием в Бостоне, около двух миллионов долларов. Первоначально он был похоронен на кладбище Салем-стрит в Медфорде, но позже был перезахоронен на семейном участке на кладбище Ок-Гров, недалеко от поместья Шепарда Брукса в Медфорде.

## Семья
26 ноября 1792 года Питер Брукс женился на Энн Горам (1771—1830), дочери Натаниэля Горама, президента Континентального конгресса. Они стали родителями 13 детей, из которых следующие дожили до совершеннолетия:
- Эдвард Брукс (1793—1878)
- Горам Брукс (1795—1855)
- Энн Горам Брукс (1797—1864), вышла замуж за Натаниэля Лэнгдона Фротингема.
- Питер Чардон Брукс-младший (1798—1880)
- Сидни Брукс (1799—1878)
- Шарлотта Грей Брукс (1800—1859), вышла замуж за Эдварда Эверетта.
- Уорд Чипман Брукс (1804—1828)
- Генри Брукс (1807—1833)
- Эбигейл Браун Брукс (1808—1889), вышла замуж за Чарльза Фрэнсиса Адамса-старшего.

Среди его потомков: внуки историк Генри Брукс Адамс и политик Джон Куинси Адамс II, правнук министр военно-морских сил США Чарльз Фрэнсис Адамс III и праправнук социолог Джордж Каспар Хоманс. Один из его потомков хирург Патрик Джексон (род. 1969) женат на Кетанджи Браун Джексон, судье Верховного суда США.

## Память
В его честь был назван город Чардон в штате Огайо.